# Oderne
Oderne (j. łemkowski Одерне) – przysiółek wsi Uście Gorlickie w Polsce, położony w województwie małopolskim, w powiecie gorlickim, w gminie Uście Gorlickie.
Przysiółek położony jest w Beskidzie Niskim na obszarze  Łemkowszczyzny. Wieś jest częścią składową sołectwa Uście Gorlickie.

W latach 1975–1998 przysiółek położony był w województwie nowosądeckim.

## Zabytki
Obiekt wpisany do rejestru zabytków nieruchomych województwa małopolskiego:
- Kościół pw. św. Stanisława Biskupa z 1898, drewniany. Obecnie pełni funkcję kościoła filialnego rzymskokatolickiej parafii w Uściu Gorlickim.

## Szlaki piesze
- Homola (712 m n.p.m.) – Uście Gorlickie – Oderne – Schronisko PTTK na Magurze Małastowskiej